# Andelsrörelsen i Danmark

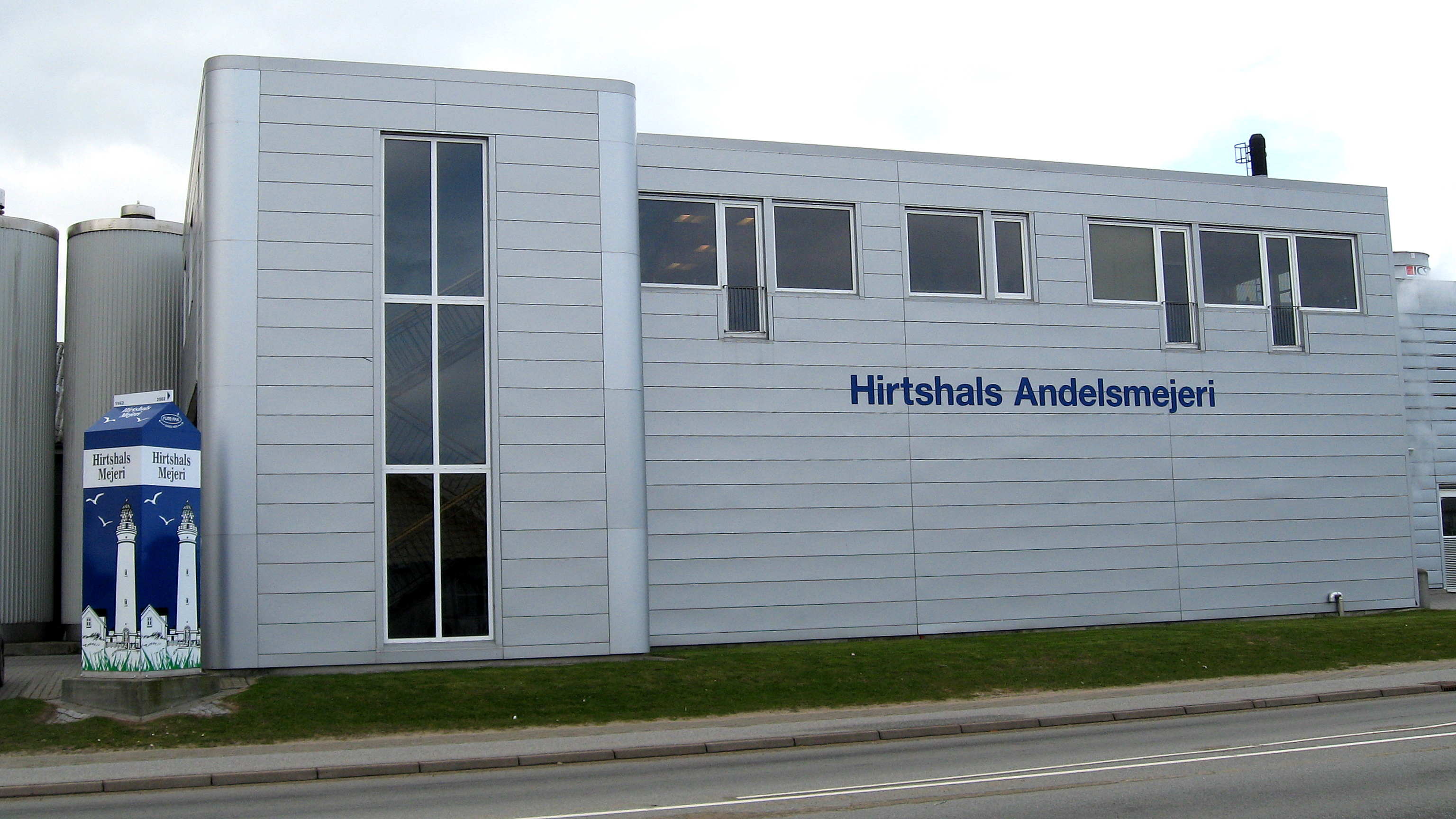
Hirtshals andelsmejeri

Andelsrörelsen (da. andelsbevægelsen) är en gemensam beteckning för de olika ekonomiska föreningar som funnits i Danmark sedan mitten av 1800-talet, och drivs efter kooperativa andelsprinciper. Rörelsen hade som störst politisk påverkan på det danska samhället från mitten av 1800-talet till 1960-tal, men fortsatt har den stor ekonomisk betydelse. Det är även fortsatt vanligt i Danmark att verksamheter drivs och startas enligt kooperativa principer.
Flera av Danmarks största företag, exempelvis dansk-svenska Arla Foods, och världens största köttexportör Danish Crown, är andelsföretag.
Kooperationstanken och andelsrörelsen är något mer utbredd i Danmark än i de andra nordiska länderna, eftersom den haft en delvis annan politisk dimension genom landboreformerna och grundtvigianismen, som är väsentliga delar av landets modernare politiska historia.

## Andelsrörelsens start under 1860-tal
Den danska andelsrörelsens födelse brukar anges till 1866, då den första danska konsumentföreningen, Thisted Arbejderforening, startades i Thisted av prästen Hans Christian Sonne. 
Inspirationen kom dels från England och Robert Owens kooperativa idéer, liksom konsumentkooperativet i Rochdale; dels från internt danskt håll med N.F.S. Grundtvigs grundtvigianism, jordreformssträvanden och folkhögskoleidéer. 
Konsumentkooperativen blev snabbt fler efter 1870-talet. Kring första världskriget fanns runt 1500 stycken i Danmark (men av dessa fanns endast 50 i städerna) med ett samlat medlemsantal på c:a 200.000 personer. 1896 startades Fællesforeningen for Danmarks Brugsforeninger, FDB, vars viktigaste mål var att genomföra gemensamma inköp och förhandlingar för de enskilda föreningarna. 1916 bildade 16 konsumentföreningar i Köpenhamn, Hovedstadens Brugsforening (HB), som gick samman med FDB 1973.

## Producentkooperativ

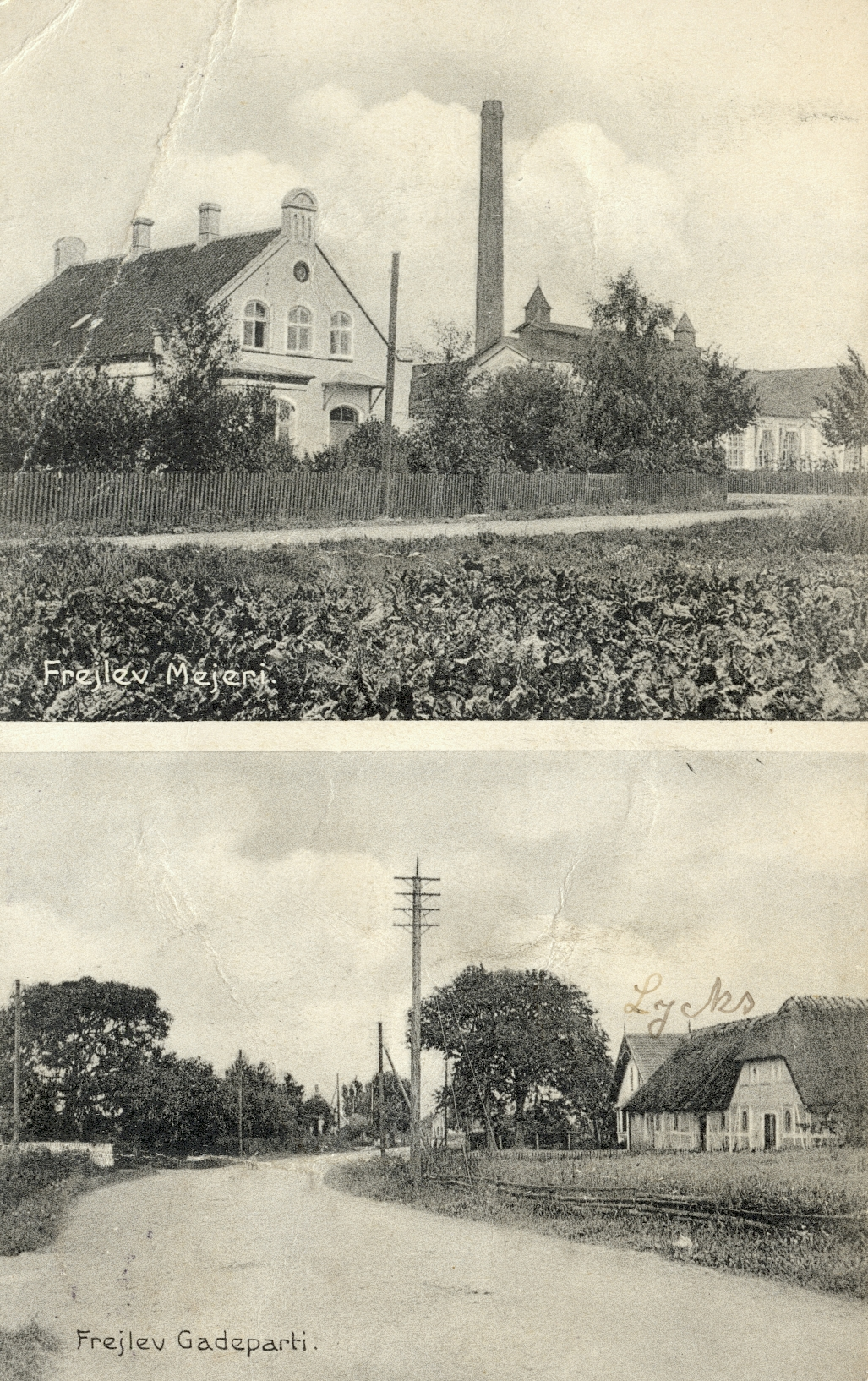
Frejlevs andelsmejeri på Lolland. Vykort från cirka 1905.

Det första mejeriet i kooperativ form startade i Kauslunde sogn på Fyn år 1875. I samband med att det danska jordbruket började ställa om från spannmålsproduktion till animalisk produktion och mjölkproduktion på 1860-talet, började även mindre gårdar få behov av mejeritjänster. Man genomförde då försök med olika former av gemensam drift, och gemensamma kurser i mejerihantering. 
De privatägda mejerierna på storgodsen hade tillgång till mer kapital för teknologisk utveckling, och marknadsvillkoren gynnade därmed dessa. Av den anledningen blev det naturligt för de små producenterna att gå samman om produktionen, och de kooperativa mejerierna fick en blomstring redan innan andelsrörelsen slagit igenom i större skala i Danmark. 
Det första egentliga andelsmejeriet (Hjedding Andelsmejeri) startades 1882 i Hjedding. Andelsmejeriformen spred sig som en löpeld över hela Danmark åren 1882-1888. Succén inspirerade till liknande driftsformer i andra delar av lantbruket, och flera andra andelsverksamheter kom till, exempelvis andelsägda bryggerier och slakterier. Även på Island, vid denna tid en del av Danmark, öppnade de första andelsslakterierna år 1907.

## Inköps- och försäljningsföreningar
Inköps- och försäljningsföreningar för lantbruket inrättades också. Dessa var sammanslutningar med målet att samla och kontrollera försäljningskedjan så direkt som möjligt, från producent till konsument - så att omkostnaderna för distributionen minskade, och kvalitetskontrollen av produkterna skärptes.
Dessa sammanslutningar omfattade försäljning av smör, kött, spannmålsprodukter och liknande, men även inköp av maskiner och redskap, gödsel och foder, utsäde och fröer, och dylikt. En rad av dessa föreningar fusionerade 1969 till Dansk Landbrugs Grovvareselskab, DLG (motsvarighet i Sverige är Lantmännen).
De olika kooperativa företagen i Danmark slöt sig efterhand samman i ett gemensamt förbund, Andelsudvalget (nuvarande Danske Andelsselskaber), vars mål är att utveckla de kooperativa företagens verksamhet och stärka deras ställning.

## Andelsrörelsens politiska dimension
En typisk förespråkare för andelsrörelsen under andra hälften av 1800-talet, var en medelstor lantbrukare med grundtvigianska hållningar, med anknytning till Venstre-gruppen i Folketinget. Böndernas ökade makt och organisering i ekonomiska enheter och partier, liksom de långtgående landboreformerna under 1800-talet, skapade konflikter med den danska adeln, som hade svårt att acceptera de nya maktförhållandena. 
Detta ökade ytterligare böndernas strävan att organisera sig i ekonomiska föreningar och kooperativ. De danska bönderna hölls delvis utanför den lagstiftande makten till omkring år 1900, vilket gjorde att man sökte andra vägar för sin nyvunna makt. 
En följd av denna maktkamp blev att andelsrörelsen användes som ideologiskt vapen, där bönderna ville visa att de inom sina ekonomiska gemenskaper kunde producera varor av betydligt högre kvalitet än adeln och storgodsägarna kunde. Böndernas strävanden inom andelsrörelsen blev mycket framgångsrika, och det är i huvudsak de andelsägda livsmedelsföretagen som överlevt till idag.

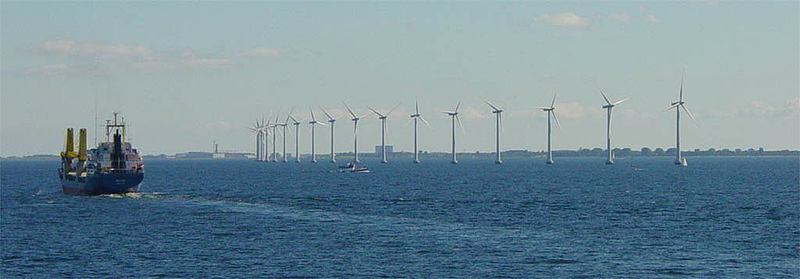
Kooperativt ägd vindkraft vid Middelgrunden, Danmark. Middelgrundens vindmøllelaug äger 50% av anläggningen. Över 85% av den danska vindkraften ägs av vindkraftkooperativ.

## Vindkraftkooperativ
I Danmark är det vanligt att vindkraftverk ägs gemensamt i ekonomiska föreningar; vindkraftkooperativ. Vindkraftkooperativen går tillbaka till 1960-talet. Idag ägs 85% av vindkraften i Danmark av vindkraftkooperativ.

## Välfärdskooperativ i Danmark
I Danmark är det vanligare än i Sverige att välfärdstjänster utförs av kooperativ eller ekonomiska föreningar. Medan man i Sverige sedan 1990-talet valt modellen att privata företag står för alternativen i välfärden, har Danmark snarare valt en kooperativ modell. Lagstiftningen tillåter inte aktiebolag att verka inom områden som skola, hemtjänst eller äldreomsorg. Däremot är det vanligt att kooperativ verkar inom dessa områden, vilket även lagstiftningen uppmuntrar till.